# Striatoptycholaemus striaticollis
Striatoptycholaemus striaticollis là một loài bọ cánh cứng trong họ Cerambycidae.